# Top Gun (Fighter Weapons School)
La United States Navy Strike Fighter Tactics Instructor program (SFTI program), popularmente conocida como TOP GUN, es una academia de pilotos de élite de la Armada de Estados Unidos (Navy Fighter Weapons School), la cual se estableció originalmente el 3 de marzo de 1969, en la antigua Estación Aérea Naval de Miramar, en San Diego, California. Su influencia en los pilotos militares de Estados Unidos ha sido grande, llevando por ejemplo a practicar el combate aéreo disimilar y mantener en activo el concepto de Escuadrón Adversario (Agressor) en los tres servicios.
El programa SFTI lleva hoy en día a cabo la misma formación de combate especializada llamada NFWS (Navy Fighter Weapons School) que tuvo lugar desde 1969 hasta 1996. En 1996, la NFWS se trasladó a la Naval Air Station Fallon, en el oeste de Nevada y se fusionó con la Naval Strike and Air Warfare Center (NSAWC). Durante el apogeo de TOP GUN en Miramar, la base fue apodada Fightertown USA.

## Historia

### Antecedentes
Fue creada en marzo de 1969, luego de que se agudizara el conflicto en Indochina. Con el fin de impedir el comunismo en Vietnam y, así, levantar un cerco de países afines a Washington alrededor de la República Popular de China, Estados Unidos decidió intervenir de forma directa en Vietnam. 
Antes de la guerra de Vietnam había cierto malestar cuando en las maniobras binacionales los pilotos canadienses con sus Canadair Sabre Mk. 6 ganaban rutinariamente los combates aéreos cerrados (dogfight) frente a los cazas de la USAF, más modernos. Lo mismo sucedía a la USAF y US Navy en Europa en maniobras y torneos de la OTAN, aun contando con algunos pilotos veteranos de Corea. Por ejemplo en 1966 el USS America participó en las maniobras Fairwind IV, donde a pesar de contar con aviones más antiguos, los pilotos franceses fueron capaces de imponerse a los F-4 Phantom.
Durante la guerra en Vietnam hubo una intensa campaña aérea sobre Vietnam del Norte. Se dice que los norvietnamitas tenían más artillería antiaérea rodeando Hanói (código diana, para los pilotos de EE. UU. que combatieron allí) que Alemania en toda Europa durante la Segunda Guerra Mundial. Lo cierto es que la defensa aérea era notablemente densa y bien colocada alrededor de los pocos objetivos de valor, los estadounidenses lo sufrieron y por ejemplo sus F-105 Thunderchief, o Thuds (como les llamaban coloquialmente) fueron derribados en gran número. 
La fuerza de cazas enemiga se componía mayoritariamente de viejos MiG-17, luego reforzados por MiG-21 y algunos MiG-19. Los pilotos americanos pronto aprendieron a respetar a los pilotos enemigos. Antes de la guerra la USAF tenía una media de victorias 6:1 (por cada seis aviones derribados enemigos, perdía uno propio). Durante la guerra de Vietnam, esta cifra se convirtió en 3:1, la USAF y la Navy, debían hacer algo rápido, y la delantera la tomó la Navy.
Aprovechando la orden del presidente Johnson de cesar los ataques al norte del paralelo 20, los pilotos de la US Navy analizaron qué iba mal. Entre ellos destacó el informe de Frank Ault, elaborado por el entonces jefe del Grupo Aéreo del USS Coral Sea a petición del almirante Moorer. Estaba claro para la US Navy que había que ignorar la burocracia y la idea de que los misiles habían dejado obsoleto el combate aéreo cerrado y volver a entrenar a los pilotos navales para dotarles de las habilidades necesarias para hacer frente a los MiG vietnamitas en combate aéreo cerrado. Ault también recomendó que el escuadrón VF-121 creara en Miramar una escuela de combate aéreo. Al ser el trabajo de Ault un informe solicitado por el alto mando la Marina, se puso pronto a trabajar para seguir sus recomendaciones. La US Air Force también estudió la situación pero consideró que el problema era la tecnología empleada, y la reacción fue crear el F-4E dotado con cañón interno y mejorar radares y misiles para hacer frente a la amenaza de los MiG.
Analizando la práctica seguida en países aliados, por ejemplo la exigente Air Warfare Instructors School del Fleet Air Arm de la Royal Navy (764 Squadron), se decidió establecer un programa específico de entrenamiento de pilotos navales. De hecho la US Navy lo había hecho hasta 1960 y los mandos navales habían pasado por esa escuela. Esos mandos tenían aún frescos los recuerdos de enfrentarse al MiG-15 en Corea. Parece que los iniciadores del programa se inspiraron en los procedimientos escritos del capitán de corbeta Dick Lord de la Royal Navy acerca de como emplear el F-4K Phantom en combate de la manera más efectiva, quien estaba realizando una estancia en Miramar. También fue importante el Coronel John Boyd del US Air Force, ya que sus ideas acerca del empleo de la energía en el combate aéreo influyeron en el pensamiento militar acerca de cómo emplear un avión de combate. También hay que indicar que entre muchos antiguos pilotos de caza de la Armad que ahora ocupaban puestos de mando existía la sensación de que algo se estaba haciendo mal y había que introducir cambios.

### Fundación y objetivos
La aviación naval americana creó la escuela TOP GUN, con el propósito de enseñar el arte ya perdido del combate aéreo cerrado y mejorar así el rendimiento de sus pilotos, incluso en desventaja numérica, para que fueran capaces de ganar o al menos sobrevivir en combate. Los pilotos de caza habían sido entrenados para emplear sus misiles y radar contra formaciones de bombarderos soviéticos e interceptarlos a la mayor distancia posible en el marco de una guerra mundial. Los nuevos aviones de caza como el F-4 habían sido diseñados para ello.
Con la disolución de la Fleet Air Gunnery Unit los pilotos habían dejado de practicar el combate aéreo cerrado. Se trataba de enseñarles de nuevo como emplear de la manera más eficiente sus misiles aire-aire y las prestaciones de sus aviones para afrontar la amenaza de cazas enemigos de prestaciones distintas. El estudio del combate aéreo en Vietnam realizado por Ault indicaba que el uso de tácticas inadecuadas e inapropiado empleo de misiles eran la causa de los pocos éxitos de los cazas de la US Navy. Los pilotos que iban a la academia TOP GUN ya eran pilotos veteranos que habían pasado por Vietnam, cuando se graduaban en ella pasaban a ser considerados los temibles TOP GUN.
La United States Navy Fighter Weapons School comenzó a funcionar el 3 de marzo de 1969. En la escuela de armas Crusader los primeros pilotos de Vought F-8 ya se habían graduado en diciembre de 1968. Dan Perdersen y el resto de instructores del VF-121 también habían comenzado a trabajar desde finales de septiembre de 1968 en el crear el programa de estudios y realizar vuelos de entrenamiento. Los seis meses de duro trabajo permitieron estar listos en marzo de 1969 para la Clase 01-69. El primer curso graduó a cuatro tripulaciones de F-4. El combate aéreo cerrado o Dog Fight se había dejado de lado desde hacía años, centrándose las tácticas aéreas en sacar el máximo partido de los radares y misiles con que iban equipados los cazas más modernos. En la academia se refrescaba a los pilotos en esas técnicas de combate ya olvidadas que ya solo empleaban los pilotos de los últimos escuadrones equipados con los cazas denominados como "El último pistolero", el "F-8 Crusader" recién retirado de primera línea de combate. También se enseñaba como sacar ventaja de las debilidades del MiG-21 y MiG-17 para lograr derribos, o al menos salir airoso del combate. La idea era graduar a los pilotos y que estos volvieran a sus unidades, extendiendo a sus compañeros las enseñanzas aprendidas convirtiéndose así en instructores de sus unidades. 
La Navy destinó a la academia el escuadrón VF-121, basado en Miramar y que entrenaba a los reemplazos de los F-4 de la flota del Pacífico. Ese escuadrón destinó a algunos de sus pilotos como instructores, y tuvieron que crear los procedimientos desde cero y buscar informes de la CIA para saber como emular las tácticas de los MiG, hasta que finalmente fueron autorizados para tener acceso a los MiG-21 y MiG-17 que la USAF evaluaba en aquel momento en el Área 51. A su vez también tuvieron que investigar cuales eran los límites a que se podía llevar el F-4 en combate para poder derrotar a los MiG, para ello fue muy valiosa la colaboración de algunos instructores del escuadrón 764 de la Royal Navy, especialmente Dick Lord. También se tuvo en cuenta las opiniones de algunos pilotos israelitas que estaban en Miramar preparándose para pilotar los nuevos F-4 y que tenían experiencia real de combate con los MiG.
El escuadrón fue equipado inicialmente con aviones A-4 Skyhawk y T-38A Talon (estos cedidos por la USAF) para obligar a los pilotos a enfrentarse con aviones de prestaciones distintas para hacerlo lo más real posible a las prestaciones de los MiG-17 y MiG-21. Estos aviones realizaban el rol de "Agressor", y al ser más ágiles empleaban tácticas más parecidas a la de los aviones que empleaba Vietnam del Norte y se enfrentaba a los pilotos a un enemigo impredecible y desconocido, llevándolos a un estrés parecido al del combate real y enseñándoles a no infravalorar aviones pretendidamente inferiores. También se recurrió en ocasiones al empleo de otros aviones basados en la zona: A-6 Intruder de los Marines y F-106 de la USAF, acerca de como hacer frente a los MiG. Los F-106 demostraron unas prestaciones inesperadas en combate aéreo cerrado.
Durante el parón de operaciones sobre Vietnam del Norte, iniciado en 1968, muchos pilotos pasaron por Topgun. Así al reiniciarse los ataques a Vietnam del Norte los escuadrones de primera línea tenían al menos un graduado. En 1970 uno de los graduados de la primera promoción, teniente Jerry Beaulier, logró derribar un MiG-21 en un "dogfight". Era el primer derribo de un piloto naval americano en dos años.
El primer equipo de ases de la Navy en Vietnam, Randy "Duke" Cunningham y Willie Driscoll (tripulantes de un F-4 Phantom del USS Constellation), no eran graduados del Topgun pero habían simulado combates con los instructores del VF-121 durante el entrenamiento previo a su rotación en Vietnam. En mayo de 1972 tras participar en el ataque a un objetivo en Vietnam del Norte se enfrentaron a 16 MiG vietnamitas que estaba interceptando a una formación de B-52 Stratofortresses que atacaban las instalaciones ferroviarias de Hải Dương. Tras derribar dos MiG-17 quedaron aislados de su pareja y en el vuelo de vuelta a su portaaviones derribaron un tercer MiG-17. 
Después de que las primeras promociones llegaran a sus portaviones el programa TOP GUN empezó a ser conocido gracias al boca a boca y gracias a sus resultados en combate. La NFWS fue bien valorada por la comunidad de pilotos de la US Navy. Adquirió un prestigio entre los pilotos navales que se uniría al cambio político en el Pentágono apoyando a los cazas para conservar el programa.

### Madurez
Durante la pausa en la campaña aérea sobre Vietnam del Norte la academia se convirtió en el centro de excelencia de los pilotos de caza de la Navy. Los pilotos recibían enseñanzas de doctrina, aprendían tácticas y recibían entrenamiento en combate aéreo cerrado. Cuando se recrudeció de nuevo la campaña aérea sobre Vietnam del Norte la mayor parte de los escuadrones de caza tenían graduados en el programa y la mejora de los porcentajes fue dramática. De una relación de 3,7:1 lograda en 1965–1967 se pasó a 13:1, mucho mejor que la de la USAF donde no se había implementado todavía un programa similar. 
El éxito llevó a que Topgun se convirtiera en un programa con entidad propia, apoyado por la comunidad de pilotos de caza que en aquel momento gozaban de gran poder político en Washington. Esto supuso financiación y la creación de una unidad permanente asignada al programa (personal, aviones y base), con lo cual se convirtió en algo estable y duradero. En 1972 NFWS se independizó del VF-121 y se formó como unidad, asignandosele personal y aviones propios. La USAF creó su propio programa basándose en el modelo de la Navy.
En 1973 se pasó la primera crisis ya que se recibió la orden de entregar los aviones A-4 para ser enviados a Israel, que había sufrido fuertes pérdidas en la guerra. En 1974 el programa se extendió a 5 semanas. La US Navy apostó por Topgun una vez acabada la guerra de Vietnam y de los 9 instructores originales del VF-121 se pasó a contar con 20 instructores a mediados de la década de 1970. También se añadieron en Miramar en 1973 el nuevo curso Top Dome para los controladores de interceptación aérea (AIC) y un curso de piloto adversario en 1975. Ambos cursos interactuaban con Topgun, aprovechando las sinergias. La formación de pilotos adversarios formaba parte del esfuerzo por estandarizar la formación de combate en toda la flota, lo que garantizaba que se enseñaran de manera uniforme en todos los escuadrones adversarios que se estaban formando en la US Navy.
Posteriormente se formó desde 1976 y durante los años de la guerra fría a los pilotos de los F-14 Tomcat. Luego llegaron los F/A-18 Hornet en 1984. Los instructores se enfrentaban con los aviones asignados al programa: A-4 (en rol de MiG-17) y F-5E (en rol de MiG-21). A estos se unió en 1988 el F-16 Fighting Falcon (en rol de MiG-29 'Fulcrum' y Su-27 'Flanker'). La US Navy también creó nuevos escuadrones de Agressor para simular combates con los escuadrones de caza. Con la era Reagan el aumento de presupuesto permitió a NFWS realizar el curso de Entrenamiento de Superioridad Aérea de la Flota (FAST). Este curso se enfocó en el entrenamiento táctico en superioridad aérea marítima de los escuadrones de F-14.
El caso del F-14 es emblemático de lo que se pretendía conseguir: formar en combate aéreo cerrado a los pilotos para sacar todo su gran potencial en dogfight del avión, diseñado para proteger a la flota de los bombarderos soviéticos empleando un radar que alcanzaba más de 300 kilómetros y unos misiles antiaéreos con un alcance de 150 kilómetros pero también como un caza con las lecciones de Vietnam incorporadas en su ADN. Los pilotos libios sufrieron en sus carnes este entrenamiento. El F-14 obligó a introducir nuevas tácticas en el curso Topgun y llevó a la creación del curso Top Scope en NFWS para los RIO de los F-14, impartido entre 1976 y 1980.
En 1993 con el fin de la guerra fría TOP GUN amplió su duración en dos semanas, dedicadas a misiones aire-tierra. Esto era un reflejo de las misiones que ahora ejecutaban los pilotos navales.

### Cambios
En 1996 la Navy Fighter Weapons School se mudó de Miramar a Fallon. Dejó de ser independiente y se integró en NAWDC, siendo un departamento. Top Gun empezó a apoyar en otras actividades de NAWDC. Al quedar bajo el mando del NAWDC se perdió estatus, ya no se dependía del CNO, y la prioridad fue concentrarse en obtener graduados que asegurarán la calidad y homogeneidad en las operaciones de ataque. La guerra del golfo de 1991 descubrió la falta de preparación en ataque al suelo.
La mudanza a Fallon trajo un nuevo nombre para el curso: Strike Fighter Tactics Instructor (SFTI). Se dejó de invitar una tripulación de cada escuadrón para pasar a invitar a 9 tripulaciones seleccionadas. La duración del curso también cambió, extendiéndose a 13 semanas. 
La mudanza a Fallon coincidió además con la época en que NFWS se enfrentó al reto de extraer todo el potencial del F/A-18, tanto el aire-tierra que imponían las misiones de combate que se volaban como el aire-aire obligado por la retirada del F-14. Así NFWS introdujo tácticas diseñadas para el mejor empleo por el F/A-18 del misil aire-aire AIM-120 AMRAAM y el misil antiradar AGM-88 HARM, así como otras armas de precisión aire-tierra. Se trabajó duro para implementar el programa SFTI y lograr una formación estandarizada de todos los mandos y oficiales en toda la flota. Los Marines se negaron inicialmente a enviar tripulaciones a Fallon ya que consideraban que el entrenamiento aire-tierra se solapaba con lo estaban enseñando en su Curso de Armas y Tácticas.
También ha habido cambios en los aviones. Los primeros F-35C se graduaron en la clase 02-20. Anteriormente la clase 05-01 fue la última en graduar a la tripulación de un nuevo tipo de avión, el F/A-18E/F Super Hornet. El F-35C traerá muchos cambios.
También los aviones adversarios han cambiado. En 2002 se recuperó el F-16 y en 2022 se acordó que los instructores pilotarán solo F-16.
En el siglo XXI Afganistán e Irak tuvieron un impacto significativo en el plan de estudios ya que la necesidad obligó a enseñar el manejo de nuevo armamento aire-tierra y tácticas de apoyo aéreo cercano. Las tácticas aire-aire también cambiaron a partir de 2010 con el aumento de capacidades de Rusia y China, diseñando NFWS tácticas nuevas.

## Programa formativo

### SFTI
El curso SFTI incluye tanto conferencias y clases en las aulas como práctica en simuladores de vuelo y misiones de vuelo. Todo se centra en que los alumnos aprendan las tácticas avanzadas más recientes y los alumnos al graduarse sean instructores de tácticas listos para enseñar a otros aviadores navales.
Desde su fundación Topgun no se limita a enseñar las tácticas y procedimientos para que los alumnos puedan volar con éxito su avión en misiones de combate. También tiene el objetivo de enseñar a instruir a otros pilotos al nivel más alto. Durante los años se ha ido desarrollando continuamente los conjuntos de habilidades necesarias, el plan de estudios y los instructores necesarios para actualizar el programa de estudios que combine las tácticas, técnicas y procedimientos adecuados a las necesidades de cada época. Ahora se está adaptando al avión F-35C, versión del F-35 que opera desde portaaviones, y F-35B, versión operada por los Marines. Todos los instructores del NAWDC preparan la introducción gradual de tácticas propias del F-35 en el plan de estudios y entrenamiento.
No solo se enseña combate aéreo cerrado. El desafío de Topgun es enseñar al alumno como integrar con la mayor eficiencia y eficacia el F-35 Lighting II, F/A-18E/F Super Hornet, E/A-18G Growler y E-2C/D Hawkeye para sacar el máximo partido de la combinación de cazas con aviones de guerra electrónica y mando.
Desde que se mudó a Fallon el nombre oficial del curso es Strike Fighter Tactics Instructor (SFTI). Lo que no ha cambiado es que no se trata de vencer, sino que se trata de que el alumno esté a la altura esperada. El curso es extremadamente exigente y competitivo, ya que requiere que cada uno de los alumnos quiera ser el mejor y durante el curso se les reta a ser los mejores cada día.
SFTI se organiza tres veces al año. Cada curso dura actualmente 13 semanas. Desde la mudanza a Fallon los alumnos son 9 tripulaciones,  seleccionadas de toda la flota. Eso supone hasta un máximo de 42-45 graduados al año. El curso de Instructor de Tácticas de Cazas de Ataque (SFTI) espera que los pilotos y oficiales de sistemas de armas (WSO) al graduarse sean designados oficiales de entrenamiento de escuadrón, responsables por tanto de mantener a sus unidades debidamente al tanto de las nuevas tácticas de combate.
Las tripulaciones asistentes del curso vuelan durante el curso en aviones estándar. A veces van acompañadas por instructores que vuelan como copiloto de los alumnos.
Los requisitos para poder ser seleccionado son:
- Haber completado al menos un tour embarcado.
- Ser líder de división (cuatro aviones) y con todas las calificaciones adecuadas.
- Tener cartas de recomendación de apoyo.

Tradicionalmente los instructores volaban contra los alumnos desde la creación de Topgun. Desde finales de 1994 los instructores también vuelan junto a los alumnos en las fases de vuelos de sección o división.
El curso SFTI se estructura en cuatro fases. Cada una dura casi tres semanas y media, excepto la segunda que dura dos semanas.
- Maniobras básicas de combate (BFM). Es la heredera del curso original y la única que no se hace en Fallon. Buscando la mayor densidad del aire al nivel del mar se realiza en Oceana, Lemoore o Miramar.
- Combate aire-superficie.
- Combate aire-aire en sección (equipo dos aviones).
- Combate aire-aire en división (equipo de cuatro aviones).

Cuando se fundó NFWS la mayoría de los combates simulados eran dentro del alcance visual (VVR), pero con los años se ha añadido combate nocturno y más allá del alcance visual (BVR). La fase BFM es la primera ya que enseña a los alumnos los conceptos de combate aire-aire que más adelante aplicará en las otras fases. La fase BFM está diseñada para que los alumnos aprendan a realizar maniobras 7,5g siendo capaces de luchar y no perder contacto visual ni desorientarse. En esta fase el alumno comienza también a familiarizarse con que cada misión puede repetirse varias veces hasta que se interioriza los errores, aprenden las lecciones y se supera al instructor.

### Piloto Adversario
NFWS, como departamento de NWADC, tiene influencia en el control sobre todos los aviones agresores de la US Navy. También influye en como se gestiona el entrenamiento de los pilotos adversarios.
El curso de piloto adversario dura 8 semanas. Es obligatorio si se quiere ser piloto en uno de los escuadrones adversarios de armada o Marines. Se aprovechan las fases de SFTI realizadas en Fallon para realizar el curso. De este modo se asegura la calidad de los pilotos adversarios y que el entrenamiento será homogéneo en los escuadrones adversarios.

### Cursos teóricos
NFWS también lleva a cabo cursos teóricos seis veces al año. Son los llamados Training Officer Ground School (TOGS) dirigidos tanto a los pilotos como a otros oficiales de la US Navy.
Para todos los graduados SFTI se lleva a cabo una vez cada año un curso de actualización en tácticas de combate, conocido popularmente como Re-Blue. Este curso se celebra en Fallon y se aprovecha para comunicar las actualizaciones en las recomendaciones de NFWS.

### Otros
Todos los escuadrones de la US Navy acuden a Fallon para realizar en NAWDC su entrenamiento conjunto como ala Embarcada. Este entrenamiento es el Strike Fighter Advanced Readiness Program (SFARP), que busca maximizar las habilidades de las tripulaciones de combate en toda la gama de misiones que pueden enfrentar. Esta es una de las fases finales antes de embarcar en un crucero y dura unas 3 semanas. Como parte de NAWDC entre las responsabilidades de Topgun está apoyar este entrenamiento, supervisando las misiones y dando formación académica a los participantes.

## Equipamiento

### Aviones adversarios
Los aviones agressor son fundamentales para preparar a los pilotos a enfrentar aviones de características distintas y que empleen tácticas diferentes. Ya antes de la creación de Top Gun el VF-121 acordó practicar combates aéreos con los A-4 Skyhawk del VF-126 y los F-8 Crusader del VF-124, ambos escuadrones basados en Miramar. Buscaban que los nuevos pilotos practicarán combate aéreo disimilar para saber sacar el máximo partido de sus F-4 en combate.
En 1972 Top Gun se independizó del VF-121 y recibió 7 aviones A-4 y recibiría 4 T-38 el año siguiente. En 1976 Top Gun recibió varios F-5E. Estos aviones realizaban el rol de avión adversario, dado que contaban con prestaciones similares al MiG-17 y MiG-21. El esquema de pintura de estos aviones siempre ha tratado de imitar el de los potenciales adversarios de cada época.
En la década de 1980 entraron en servicio los cazas soviéticos de 4.ª generación Sukhoi Su-27 y Mig-29. Para tener un avión adversario que los simulara se abrió un concurso y el ganador fue el F-16 Fighting Falcon. En 1988 entró en servicio el F-16N, básicamente una versión en la que se suprimió todo lo no esencial para ganar en maniobrabilidad y prestaciones. Esto supuso la retirada del A-4 y F-5 ya que los F-16N podían simular a cazas de 2.ª y 3.ª generación. Durante un breve periodo la Armada introdujo el Kfir como adversario, para simular el Mig-23.
Lamentablemente los 26 F-16N hubieron de retirarse hacia 1996 debido al desgaste estructural sufrido. Para cubrir el hueco se incorporaron aviones F-14A y F/A-18 como aviones adversarios. Algunos A-4 y F-5 volvieron al servicio en NFWS. Sin embargo no se dejó de buscar aviones adversarios hasta que en 2002 se recibieron 14 F-16A/B. Esto supuso la retirada definitiva de los A-4 y F-5 en Topgun.
Actualmente los instructores vuelan como adversarios una combinación de aviones F/A-18C Hornet, F/A-18E Super Hornet y F-16A/B, todos ellos mantenidos por la empresa civil DynCorp. En 2022 se decidió que NFWS se equipará con aviones F-16C/D Ex-USAF. Estos se actualizarán al estándar de la Guardia Aérea Nacional y los F-16A/B serán sometidos a un programa de extensión de vida útil. Los F/A-18C Hornet serán retirados y los F/A-18E Super Hornet se transferirán a las unidades de combate. Además para simular amenazas como el J-20 chino o el Su-57 ruso Felon recibirá 5 aviones F-35C.

### Sistema control
Durante vuelo se recopila y graba toda la información, incluidos los disparos de misiles. Al terminar y regresar a la base tiene lugar el debriefing. En una pantalla se presenta toda la información, incluidas grabaciones y películas. Instructores y alumnos están presentes para discutir y responder cualquier pregunta o comentario que se pueda plantear sobre las situaciones que han ocurrido durante las misiones. De este modo todos comparten la misma información de la misión y es posible evaluar de modo objetivo si los alumnos cumplieron los objetivos.
El Sistema de Entrenamiento de Combate Aéreo Táctico (TACTS) ha sido una herramienta muy útil, permitiendo monitorizar y grabar las misiones. Mediante ordenadores se fusionan todos los datos y se presentan de manera gráfica y comprensible. En 1973 se instaló en Yuma el primer sistema. 
Lamentablemente no todas las salidas de entrenamiento se realizan en zonas completamente cubiertas por el TACTS. Además ocasionalmente la cápsula que lleva algunos de los aviones puede quedar fuera de servicio o el sistema fallar por alguna razón técnica.
Collins Aerospace vendió recientemente a la US Navy el Sistema de Entrenamiento de Combate Táctico II (TCTS II). En el nuevo sistema Collins Aerospace y Leonardo DRS han creado un sistema escalable y flexible para el futuro entrenamiento de combate aéreo de aviones de 4.ª y 5.ª generación. Se usará realidad virtual en los aviones y en una misma misión se podrán integrar aviones, simuladores y amenazas vurtuai creadas por ordenador. Además los equipos de los aviones simularan las señales radar y huella electrónica de los aviones enemigos.

### Instructores
Algo importante para la supervivencia de Topgun fue la decisión de hacerlo depender del Jefe de Operaciones Navales (CNO). Esto le otorgó recursos y una influencia sin precedentes en la US Navy y en la industria. Las recomendaciones tácticas de combate de Topgun se hacen directamente al CNO, al que asesoran.
Topgun debe su éxito a que sus instructores son los mejores pilotos de la US Navy. Para llegar a instructor se debe estar graduado en SFTI. Pero además se pasa por meses de entrenamiento para lograr las calificaciones necesarias para ser instructor: piloto adversario, BFM, dominio de una de las áreas de especialización, etc..
Ese entrenamiento intensivo y preparación hará que los instructores derroten casi siempre a sus alumnos. Estos están seleccionados entre las mejores tripulaciones de la flota. Además una vez seleccionada una tripulación su escuadrón la preparará intensivamente para el curso. Los graduados SFTI del escuadrón se encargarán de ello a conciencia. Una vez en el curso mediante el análisis de los errores y aciertos los alumnos repetirán cada misión hasta interiorizar las lecciones y ser capaz de superar a los instructores. Una vez graduado el alumno será mucho mejor piloto que cuando empezó el curso. Volverá a su escuadrón y el ciclo volverá a empezar.
Como parte de la búsqueda continua por mejorar y acceder a nuevas ideas se comenzó a colaborar con la Fighter Weapons School de la USAF en la década de 1990. Desde entonces se realizan combates simulados entre instructores y se comparten experiencias. Topgun inició un programa de intercambio e incorporó a un instructor de la USAF. Los instructores de la USAF ayudaron a los instructores de NFWS con el desarrollo de las tácticas de combate aire-aire de división y entender cómo sacar máximo partido a un avión monoplaza equipado con radar como el F/A-18. Con los instructores de la USAF se compartieron y mejoraron las tácticas para enfrentarse a los MiG-23 modernizados, así como el Su-27 y el MiG-29 de 4.ª generación.

## En la cultura popular
- En 1986 se estrenó la película Top Gun, protagonizada por Tom Cruise, con una historia basada en la escuela de entrenamiento y las lecciones que recibiría "Maverick" (Tom Cruise), un piloto extremadamente hábil, pero rebelde y autosuficiente.
- El 26 de mayo de 2022 se estrenó la secuela de la misma, titulada Top Gun: Maverick en la que también interviene el mismo actor, esta vez como instructor.